# Хановер ШФ 96
Хановерше Шпортферайн фон 1896 (на немски: Hannoversche Sportverein (HSV) von 1896) или за кратко Хановер 96 (на немски: Hannover 96) е името на германски футболен клуб от град Хановер, провинция Долна Саксония, Германия. Основан е на 12 април 1896 г. Шампион на Германия през 1938 и 1954 г., носител на купата на страната през 1992 г. Екипът на отбора е червени фланелки, черни гащета и чорапи.
Освен с футбол, клубът има подразделения за лека атлетика, гимнастика, бадминтон (един от традиционно силните отбори в Германия), тенис, тенис на маса, билярд и триатлон. Има около 10 000 членове, като 2200 от тях практикуват някои от спортовете в Хановер 96, а останалите са фенска маса, придобила статута си по новите правила на записване през последните години.
Професионалният футболен отбор представлява командитно дружество с акции, контролирано от клуба.

## История

### 1896 – 1945 г.: От основаването до първата шампионска титла и Втората световна война
Хановер 96 е основан на 12 април 1896 г. като Хановершер Фусбал-Клуб 1896 (на български: Хановерски Футболен Клуб 1896), по предложение на Фердинанд-Вилхелм Фрике, основател на Дойчер Фау Еф 1878 Хановер (на български: Германско Футболно Обединение 1878 Хановер). В 16 часа на тази дата бивши ученици се събират близо до мястото, където днес е стадионът на Хановер 96, за да поиграят футбол. Спортът не е футболът, който всички днес познаваме, а е т.нар. разновидност „ръгби-футбол“, при която топката може да се хваща и с ръце. Не всички имена на участниците са запазени до днес, но някои от тях са Аугуст Борман, Арнолд Фоке, Фриц Хофман, Георг Киндерман, Фриц Кьолермайер, Конрад Фридрих, Вилхелм Намендорф, Аугуст Рийн, Фриц Фогелер и Ернст Вите. Именно тези момчета получават подкрепата на Фрике и на 19 април 1896 г. се провежда първа сбирка на новия клуб, на която за пръв ръководител на организацията се избира Фриц Фогелер. Първоначално намерението е било повече да се развиват спортове като атлетика и ръгби, а футболът не е бил от голямо значение до 1899 г. Повечето от членовете на Германия 1902 Хановер стават част от Хановер 96 през 1902 г., а останалите образуват Хановершер Балшпилферайн (на български: Хановерско Обединение за Игра с топка). През 1913 г. те се обединили с Балферайн 1898 Хановера (основан през 1905 г. след обединението на Фусбалферайн Хановера 1898, Хановер и Хановершер Бе Фау), за да се получи Хановершер Шпортферайн 1896. Отборът играе срещите си на хановерския колодрум и това продължава и след края на Втората световна война.
Цветовете на Хановер 96 са черно-бяло-зелено, но играчите в началото играят в синьо, докато Балшпилферайн носят червени екипи. Новообединеният тим запазва черно-бяло-зеленото като клубни цветове, но избрат екипите, с които играят да бъдат червени, като по този начин получили прякора си „Ди Ротен“ (на български: „Червените“). Едва третият екип на отбора е в официалните цветове на клуба. Разминаването между клубните цветове и цветовете на екипите датира от началните години на отбора, когато малко необяснимо местният футболен съюз забранява на членовете си да играят в цветовете на своите емблеми.
Клубът редовно участва в националните елиминации през ранните години на ХХ век, но така и не успява да преодолее Айнтрахт Брауншвайг, като по този начин се създава съперничество, което продължава и до днес. След тези начални години Хановер 96 запазва постоянство и продължава с изявите си на национално ниво през 20-те години на миналия век.
По време на Третия райх германският футбол се преорганизира в 16 висши дивизии (гаулиги) на регионален принцип през 1933 г., а Хановер 96 става част от Гаулига Долна Саксония. Професионалният треньор по футбол Роберт Фукс е назначен да тренира „червените“ от Хановер през 1932 г., като ангажиментите му продължават цели 16 години, макар и с някои прекъсвания. Отборът участва във финалния турнир на страната за определяне на шампион през 1935 г., като следващата година изпраща футболисти в германския национален отбор – Едмунд Малеки и Фриц Дайке. Печелят първия си национален шампионат през 1938 г., което е и една от най-големите изненади в историята на германския футбол, след победа над Шалке 04 – доминираща футболна сила в Германия за времето си. На полуфинала в Дрезден е победен съставът на Хамбург след продължения (3:2). Финалната среща с „кралскосините“ е в Берлин на 23 юни 1938 г. Пред повече от 90 000 зрители двата отбора завършват при 3:3, преиграването на 3 юли 1938 г. е изключително драматично, а Хановер 96 надделяват с 4:3 след продължения на препълнения от 94 000 любители на футбола Олимпийски стадион. Съперниците провеждат и двете срещи в един и същи състав, а единадесеторката за хановерци е: Лудвих Притцер – Хелмут Сийферт, Вили Петцолд – Йоханес Йакобс, Ернст Дайке, Лудвих Менер – Едмунд Малеки, Лудвих Пьолер, Ерих Менг, Петер Лай – Рихерд Менг. През 1942 г., отборът се мести в новосформираната Гаулига Брауншвайг-Южен Хановер.

### 1945 – 1963 г.: От края на Втората световна война до създаването на Бундеслигата
Както повечето германски организации отборът е разпуснат след Втората световна война от окупационните войски на Съюзниците. Формирова се сборна формация от местни футболисти през август 1945 г., а месец по-късно смесена група от бивши играчи на Хановер 96 и Арминия Хановер играе първи следвоенен двубой срещу британски военен тим. Хановер 96 по-късно формално се преосновава на 11 ноември 1945 г. като Хановершер Ес Фау (на български: Хановерско Спортно Обединение), преди да си възвърне традиционното име на 27 април 1946 г.
Клубът продължава да играе през 1947 г. в първодивизионната Оберлига Север и изпада, но бързо се връща елитния статус през 1949 г., след като Холщайн Кил е изключен. Следващото появяване на Хановер 96 на национален финал идва през 1954 г. под ръководството на Хелмут Кронсбайн (старши треньор от 1952 г.), побеждавайки Кайзерслаутерн с убедителното 5:1, като в състава на отбора от Пфалц играят петима играчи от националния отбор на Германия, които по-късно същата година ще спечелят първата световна титла за страната си при изненадващата победа над Унгария, известна като „Чудото от Берн“. При това успехът е постигнат с неизвестни за времето си играчи, без нито един национален състезател, с летящ старт от 11 поредни победи в Оберлига Север, довело ги до званието шампион на Северна Германия. Във финалната фаза на първенството са преодолени Берлин 92 и Щутгарт, за да се достигне до сблъсъка с Кайзерслаутерн. Датата е 23 май 1954 г. На хамбургския Фолкспаркщадион 80 000 зрители очакват „Гордостта на Пфалц“ с лекота да победи Хановер 96. След 1:1 на почивката обаче Хановер 96 разгромява „червените дяволи“ с 5:1 и става за втори път първенец на Германия.
Единадесеторката на Хановер 96: Ханс Кремер – Хелмут Герушке, Ханес Кирк – Вернер Мюлер, Хайнц Боте, Ролф Герке – Хайнц Вевецер, Ролф Пец, Ханес Ткоц, Клеменс Циелински, Хелмут Крул. Герке играе на мястото на контузения Вили Хундертмарк, който преди това е титуляр.
Следващата година отборът завършва на пето място в Оберлига Север, а през 1956 г. отново е на финал на първенството, но този път няма шанс срещу Кайзерслаутерн, Шалке 04 и Карлсруе и отпада. Това е последното участие на долносаксонци във финален турнир. Те вече не играят на градския колодрум, който е разрушен през 1959 г., а на Айленридещадион.

### 1963 – 1996 г.: От началото на Бундеслигата до изпадането в Регионалната лига
През 1963 г. започва съществуването си Бундеслигата, новата професионална футболна лига на Германия. Тя включва шестнадест от най-добрите отбори на страната. Заявлението за служебно класиране на Хановер 96 в Първа Бундеслига е отказано. Критерии за участие са спортното класиране, финансовата ситуация и историческите успехи на клубовете. Тук при директното сравнение със съседите от Айнтрахт Брауншвайг Хановер 96 губи с малко и това още повече засилва враждата между привържениците на двата тима. Хановер 96 е определен да играе в Регионална лига Север през този сезон, но се класира отново за най-висшото стъпало на германския футбол през следващата година. Това се посреща добре от местните привърженици, като мачовете на отбора се радват на рекордна посещаемост в цялото първенство, възлизаща средно на 46 000 зрители на мач в Нидерзаксенщадион.
„96“ играе в Първа Бундеслига за десетилетие, докато накрая изпадат във Втора Бундеслига Север за сезона 1974/75. През този период най-добрият играч на отбора е вратарят Хорст Подласли, който изиграва 187 мача за „червените“. За треньор отново е върнат Хелмут Кронсбайн, само за да бъде освободен през 1966 г. Връщат се веднага в първа лига под наставленията на Кронсбайн, но отново изпадат през 1975/76, за да прекарат седемнадесет от следващите двадесет години във втората дивизия. Хановер 96 показва непостоянство, но не се стига нито до класиране в Първа Бундеслига, нито до изпадане. От треньорите личат имената на Дитхелм Фернер (1979 – 82 г.) и отново Хелмут Кронсбайн (за четвърти! път). По-известни футболисти са Дитер Шатцшнайдер (най-успешният реализатор в историята на германската втора лига), вратарят Юрген Рюнио и халфът Бернд Дирсен.
Едва при Вернер Бискуп, който изгражда млад отбор, връщането в Първа Бундеслига се превръща в реалност, само за да се стигне до последното място в последвалия сезон. Отново целта е промоция за кампанията 1986/87 и момчетата на треньора Юрген Велинг правят всичко възможно за това – след 3 поредни победи вначалото, за домакинството срещу Улм 1846 идват 40 000 зрители – нещо необичайно за 80-те години, когато се отбелязва спад в посещаемостта на срещите в Германия. Футболната треска превзема Хановер, в резултат на което клубът отново се изкачва във висшия германски ешелон. Този път до изпадане не се стига, а комфортното десето място им дава право на ново участие. Нещо повече – победата на Хановер 96 над Байерн Мюнхен през пролетта дава сребърната салатиера на съседите от Вердер Бремен. Добрите впечатления от това представяне са помрачени от ново изпадане.
За отбелязване е представянето на полузащитника Карстен Зурман, който от 1980 до 1992 г. играе за Хановер 96, а повечето време е капитан на отбора. От 1989 до 1996 г. хановерци играят във втора лига.
Отборът изпитва финансови проблеми през втората половина на 70-те години на миналия век, както и в началото на 90-те. По това време – 1992 г. – Хановер 96 прави впечатляваща серия от победи, която води до спечелването на първата им Купа на Германия и по този начин това им помага да стабилизират материалното си състояние. Поредицата включва победи срещу първодивизионните Борусия Дортмунд, Бохум, Карлсруе, Вердер Бремен (на полуфинал) и Борусия Мьонхенгладбах (на финал), като долносаксонци стават първият не-елитен отбор, спечелил купата. Герой за победителите става вратарят Йорг Зиферс, спасил две дузпи и реализирал победния удар в полуфинала, решен с дузпи. На финала той отново отразява два удара от бялата точка след равенство в редовното време и продълженията. Избранииците на треньора Михаел Лорковски, записали имената си в историята на Хановер 96 са: Йорг Зиферс – Роман Войчички, Йорг-Уве Клюц, Аксел Зундерман – Михаел Шьонберг, Оливер Фройнд, Йорг Кречмар, Карстен Зурман, Бернд Хеемсот (119. Матиас Кулмай) – Милош Делмас, Михаел Кох (68. Уве Юрш).
През есента отборът взема участие в турнира на Купата на носителите на национални купи. По ирония на съдбата, вместо международен противник, жребият определя местните съперници от Вердер Бремен за тяхно първо препятствие. „Зелените“ от Везерщадион са класирани служебно в турнира по изключение. След 1:3 в Бремен, домакинската победа с 2:1 се оказва недостатъчна и това е бързият край на европейското участие.
До 1996 г. успехите рядко спохождат долносаксонци, отборът стига дъното след изпадане в третодивизионната Регионална лига Север и остава там за два сезона в периода 1996 – 98. Болезненият факт, че изпадането съвпада с вековния юбилей на тима, го прави обект на подигравки от запалянковците на съперниците в продължение на години. През първия третодивизионен сезон Хановер 96, макар че печели Регионалната лига, губи баража за класиране в по-горната дивизия след загуба от Енерги Котбус. Вторият сезон в третото ниво на германския футбол се характеризира с вътрешните борби за власт в администрацията на клуба и в крайна сметка привържениците отстраняват Уц Клаазен и ръководството се поема от предприемача Мартин Кинд, който през годините подпомага финансово отбора и влага много лични средства.

### 1996 – 2002: Ново начало
През 1998 г. под ръководството на Райнхолд Фанц Хановер 96 прави ново начало с млади играчи, жадуващи изява, някои от които стигат и до представителния отбор на Германия (Джералд Асамоа, Зебастиан Кел, Фабиан Ернст, Ото Адо)или впечатляват в бундеслигата. Станалият впоследствие старши треньор Дитер Хекинг също е част от отбора. Идоли за хановерската публика през 90-те години са вратарят Йорг Зиферс (днес треньор на вратарите) и защитникът Карстен Линке. „Червените“ се връщат във втора лига през 1998 г., а следващия сезон за малко пропускат да се класират в Първа Бундеслига, завършвайки на четвърто място. През 2000 г. (10 място) и 2001 г. (9 място) Хановер 96 дълго време са в челната тройка, но завършват назад в класирането след лоши серии в последните срещи.
След различни треньорски промени (Райнхолд Фанц – Франц Гербер – Бранко Иванкович – Хорст Ерментраут) Ралф Рангник поема отбора на 1 юли 2001 г. и веднага го класира в бундеслигата. Той спечелва симпатиите на феновете, като за кратко време преобразява играта на отбора, карайки го да играе красив нападателен футбол.

### От 2002: Класиране и утвърждаване в Първа Бундеслига
След промоцията отборът се стабилизира във висшия ешелон, постигайки класирания в средата на таблицата под наставленията на няколко треньори. През 2002/03 тимът вкарва доста голове, но и допуска много, нещо, характерно за отборите, ръководени от Рангник. Все пак Хановер 96 запазва мястото си в елита (11 място) след късен гол на Иржи Щайнер в предпоследния кръг.
Периодът под ръководството на Ралф Рангник приключва през март 2004 г., като той е заменен от Евалд Линен. Легендата на Арминия Билефелд запазва мястото на долносаксонците в Първа Бундеслига, но за разочарование на феновете вече се набляга повече на защитата, отколкото на нападението. Този стил на игра не е особено атрактивен, но за сметка на това е ефективен – Хановер 96 вече не се бори за оставане, а почти постига класиране в турнира на УЕФА Интертото. Клубът е на първо място по спортсментство в Първа Бундеслига с най-малко получени наказателни картони поради специфичните критерии на УЕФА обаче място в турнира за Купата на УЕФА получава Майнц 05.
Президентът Мартин Кинд изненадващо напуска поста си през 2005 г., а властта е разпределена между новия президент Гьотц фон Фромберг, мениджъра Иля Кенцих и финансовия мениджър Карл-Хайнц Фелинг. Евалд Линен е уволнен през ноември 2005 г. поради неразбирателство с новите ръководители и е заменен от известния привърженик на Шалке 04 треньора Петер Нойрурер. Той успява да мотивира отбора и петото място в ранната пролет на 2006 г. е закономерно, само за да бъде застигнат от криза на резултатите и Хановер 96 се срива до 12 място в края на сезона. Малка утеха е, че се изпреварва Волфсбург и хановерци са отново най-силният отбор на Долна Саксония след 1993 г.
Старши треньорът Дитер Хекинг е назначен само няколко седмици след началото на сезона 2006/07 след катастрофално начало под командването на Петер Нойрурер, когато тимът губи и трите си мача и допуска общо 11 гола. Постига се стабилизиране и дори в края на сезона се преследва класиране за европейските турнири. След като малко не достига за класиране в турнира за Купата на УЕФА, клубът се опитва да увеличи нападателната си мощ за следващия сезон, като купува Майк Ханке от Волфсбург, Бенямин Лаут от Хамбург и Кристиян Шулц от Вердер Бремен. Нещата изглеждат обнадеждаващо в предсезонната подготовка, когато се постигат победи над Глазгоу Рейнджърс и Реал Мадрид, както и безпроблемно класиране за втория кръг на Купата на Германия. Тогава обаче идва елиминацията в третия кръг от Шалке 04 след продължения, а в първите шест кръга на първенството успехът е променлив. Хановер 96 съумява да постигне 3 поредни победи, включително и 2:0 срещу шампионите от Щутгарт, като това ги издига в челните 6 отбора. Зимната пауза в първенството слага край на добрата серия и през пролетта „червените“ разочароват и печелят едва 2 мача от последните си 11 срещи. Това обаче е достатъчно за осмото място с актив от 49 точки. Сезон 2008/09 започва неприятно за Хановер 96 със загуби от Шалке 04, Щутгарт и Байер Леверкузен. Това обаче е последвано от разгромна победа над Борусия Мьонхенгладбах с 5:1, сензационното 1:0 срещу Байерн Мюнхен у дома, което не се е случвало от 20 години, както и вълнуваща победа с 3:0 над Хамбург. Хановерци се установяват в долната половина на таблицата, като се опитват да запазят тази си позиция и да избегнат евентуално изпадане. Сезонът изглежда дълга и тежка битка за оставане в Първа Бундеслига, но тя завършва успешно след добра серия малко преди края на сезона, включваща едва първа(!) победа като гост над Бохум с 2:0. Това обаче не носи удовлетворение на привържениците на клуба и те постепенно засилват натиска срещу наставника Дитер Хекинг. Началото на сезон 2009/10 в Първа Бундеслига е трудно след загуба с 0:1 от Херта Берлин и домакинско равенство 1:1 с Майнц 05, а Хановер 96 записва срамна елиминация от турнира за Купата на Германия от четвъртодивизионния Айнтрахт Трир. Това прелива чашата на търпението на Мартин Кинд, който освобождава Хекинг и за временно ръководещ тренировките на тима е назначен Андреас Бергман.

## Успехи
По време на цялото си съществуване Хановер 96 играе в първа или втора дивизия с 2 изключения: сезоните 1996/97 и 1997/98. Отборът става шампион на Германия през 1938 и 1954 г., а през 1960, 1964 и 1965 г. става шампион на страната за аматьори. За последно отборът от Долна Саксония се изявява на международната сцена през 1992/93, когато играе в Купата на носителите на национални купи. Равносметката на тима е 8 участия с общо 23 мача до днес.
От 2002 г. насам Хановер 96 играе непрекъснато в Първа Бундеслига.
Купата на Германия се доминира изключително от първодивизионни отбори до 1992 г., когато Хановер 96 става първият отбор извън Първа Бундеслига, спечелил купата, от основаването на професионалната лига през 1963 г.
- ШАМПИОН НА Германия: 1938, 1954;
- НОСИТЕЛ НА Купата на Германия: 1992;
- Първенец на Южния окръг: 1921;
- Първенец на Гаулига Долна Саксония: 1935, 1938;
- Първенец на Гаулига Долна Саксония-Юг: 1940, 1941;
- Първенец на Оберлига Север: 1954;
- Първенец на Втора Бундеслига-Север: 1975;
- Първенец на Втора Бундеслига: 1987, 2002;
- Първенец на Регионална лига Север: 1997, 1998;

Аматьорски отбор:
- Германски аматьорски шампион: 1960, 1964, 1965;

Младежки отбор:
- Финалист в първенството до 17 г.: 1994, 1995;
- Шампион на Север/Североизток до 19 г.: 2004.

### Хановер 96 в Европа
- 1. Кр. = Първи кръг
- 2. Кр. = Втори кръг
- 1/8 = Осминафинал

| Сезон   | Турнир                     | Кръг   | Страна | Клуб           | Резултат            |
| ------- | -------------------------- | ------ | ------ | -------------- | ------------------- |
| 1958/60 | Купа на панаирните градове | 1/8    |        | Рома           | 1 – 3, 1 – 1        |
| 1960/61 | Купа на панаирните градове | 1/8    |        | Интер Милано   | 2 – 8, 1 – 6        |
| 1961/62 | Купа на панаирните градове | 1. Кр. |        | Еспаньол       | 0 – 1, 0 – 2        |
| 1965/66 | Купа на панаирните градове | 2. Кр. |        | Порто          | 5 – 0, 1 – 2        |
|         |                            | 1/8    |        | Барселона      | 2 – 1, 0 – 1, 1 – 1 |
| 1967/68 | Купа на панаирните градове | 1. Кр. |        | Наполи         | 0 – 4, 1 – 1        |
| 1968/69 | Купа на панаирните градове | 1. Кр. |        | Оденсе         | 3 – 2, 1 – 0        |
|         |                            | 2. Кр. |        | АИК Фотбол     | 2 – 4, 5 – 2        |
|         |                            | 1/8    |        | Лийдс Юнайтед  | 1 – 5, 1 – 2        |
| 1969/70 | Купа на панаирните градове | 1. Кр. |        | Аякс Амстердам | 2 – 1, 0 – 3        |
| 1992/93 | КНК                        | 1. Кр. |        | Вердер Бремен  | 1 – 3, 2 – 1        |

### Рекорди в Първа Бундеслига
- Най-изразителни домакински победи: 8:0 срещу Карлсруе (Втора Бундеслига 1986/87),7:0 срещу Франкфурт (Втора Бундеслига 1994/95), 7:0 срещу Вакер 04 Берлин (Втора Бундеслига 1974/75), 7:1 срещу Еркеншвик (Втора Бундеслига 1974/75), 6:0 срещу Швайнфурт 05 (Втора Бундеслига 2001/02), 6:0 срещу Гьотинген 05 (Втора Бундеслига 1974/75), 6:0 срещу Борусия Нойнкирхен (Първа Бундеслига 1965/66), 7:2 срещу Рот-Вайс Оберхаузен (Втора Бундеслига 1980/81), 6:1 срещу Бабелсберг 03 (Втора Бундеслига 2001/02), 6:1 срещу Кьолн (Втора Бундеслига 1998/99), 6:1 срещу Байер Леверкузен (Първа Бундеслига 1987/88), 6:1 срещу Шлос Нойхаус (Втора Бундеслига 1982/83), 6:1 срещу Еркеншвик (Втора Бундеслига 1980/81), 6:1 срещу Байер Леверкузен (Втора Бундеслига 1976/77);
- Най-изразителни победи като гост: 7:2 срещу Олденбург (Втора Бундеслига 1980/81), 6:2 срещу Дуисбург (Втора Бундеслига 2001/02), 5:1 срещу Гройтер Фюрт (Втора Бундеслига 2001/02), 5:1 срещу Кикерс Офенбах (Първа Бундеслига 1970/71), 5:1 срещу Тасмания Берлин (Първа Бундеслига 1965/66), 4:0 срещу Алемания Аахен (Втора Бундеслига 2000/01), 4:0 срещу Саарбрюкен (Втора Бундеслига 1993/94), 4:0 срещу Хесен Касел (Втора Бундеслига 1986/87), 4:0 срещу Рот-Вайс Оберхаузен (Втора Бундеслига 1979/80), 4:0 срещу Рот-Вайс Оберхаузен (Втора Бундеслига 1974/75), 4:0 срещу Борусия Вупертал (Първа Бундеслига 1972/73);
- Най-изразителни домакински загуби: 0:5 срещу Волфсбург (Първа Бундеслига 1995/96), 0:5 срещу Валдхоф Манхайм (Втора Бундеслига 1976/77), 0:5 срещу Байер Юрдинген (Първа Бундеслига 1999/00), 0:5 срещу Байерн Мюнхен (Първа Бундеслига 2003/04), 1:5 срещу Вердер Бремен (Първа Бундеслига 1974/75), 1:5 срещу Борусия Дортмунд (Първа Бундеслига 2005/06), 1:5 срещу Карлсруе (Втора Бундеслига 2004/05), 1:5 срещу Шалке 04 (Първа Бундеслига 1976/77), 2:6 срещу Херта Берлин (Първа Бундеслига 1976/77), 0:3 срещу Байерн Мюнхен (Първа Бундеслига 1974/75), 0:3 срещу Байер Леверкузен (Първа Бундеслига 1995/96), 0:3 срещу Нюрнберг (Първа Бундеслига 1976/77), 0:3 срещу Алемания Аахен (Първа Бундеслига 1999/00), 0:3 срещу Байер Леверкузен (Първа Бундеслига 2003/04), 0:3 срещу Борусия Дортмунд (Първа Бундеслига 1974/75), 0:3 срещу Фортуна Дюселдорф (Втора Бундеслига 2005/06), 0:3 срещу Ватеншайд 09 (Втора Бундеслига 2004/05), 0:3 срещу Кьолн (Първа Бундеслига 1976/77), 0:3 срещу Байер Юрдинген (Втора Бундеслига 1976/77), 0:3 срещу Вердер Бремен (Първа Бундеслига 1974/75), 0:3 срещу Хамбург (Първа Бундеслига 1976/77), 0:3 срещу Шалке 04 (Първа Бундеслига 1974/75);
- Най-изразителни загуби като гост: 0:7 срещу Щутгарт (Втора Бундеслига 1985/86), 0:6 срещу Байерн Мюнхен (Втора Бундеслига 1985/86), 2:8 срещу Вердер Бремен (Втора Бундеслига 1985/86), 0:5 срещу Вердер Бремен (Втора Бундеслига 2005/06), 0:5 срещу Фортуна Кьолн (Втора Бундеслига 1992/93), 0:5 срещу Олденбург (Първа Бундеслига 1991/92), 0:5 срещу Шалке 04 (Втора Бундеслига 1971/72), 0:5 срещу Кьолн (Първа Бундеслига 1969/70), 0:5 срещу Борусия Мьонхенгладбах (Първа Бундеслига 1969/70), 0:5 срещу 1860 Мюнхен (Втора Бундеслига 1965/66).

## Отбори и ръководство

### Професионален отбор
| №             |         | Играч             | Рождена дата   | В отбора от | См      | Кг      | Мач.    | Гол.    | Предишни клубове |
| Вратари       | Вратари | Вратари           | Вратари        | Вратари     | Вратари | Вратари | Вратари | Вратари | Вратари |
| ------------- | ------- | ----------------- | -------------- | ----------- | ------- | ------- | ------- | ------- | --- |
| 27            |         | Флориан Фромловиц | 02.07.1986     | 2008        | 185     | 83      | 10      | 0       | Кайзерслаутерн |
| 30            |         | Мортен Йенсен     | 20.09.1987     | 2003        | 190     | 88      | 2       | 0       | Фленсборг, Хузум, Рьодемис |
| Защитници     |         |                   |                |             |         |         |         |         | |
| 2             |         | Винисиус          | 31.07.1980     | 2003        | 190     | 84      | 144     | 9       | Гама, Итуано, Сан Каетано, Итуано |
| 5             |         | Марио Егиман      | 24 януари 1981 | 2008        | 189     | 84      | 24      | 1       | Карлсруе, ФК Аарау, Кютинген |
| 6             |         | Стивън Шерундоло  | 19.02.1979     | 1999        | 172     | 69      | 268     | 6       | Портленд Юнивърсити |
| 15            |         | Констант Джакпа   | 17.10.1986     | 2009        | 177     | 70      | 2       | 0       | Байер Леверкузен, СК Пандури (Търгу Жиу), Согндал, Стела Клуб Д'Аджаме                                                                                       |
| 19            |         | Кристиан Шулц     | 01.04.1983     | 2007        | 185     | 80      | 62      | 7       | Вердер Бремен, Басум |
| 21            |         | Карим Хаги        | 20 януари 1984 | 2009        | 187     | 88      | 2       | 0       | Байер Леверкузен, Расинг Страсбург, Сахел Сусе, Касерине |
| 23            |         | Софиан Чахед      | 18.04.1983     | 2009        | 178     | 73      | 0       | 0       | Херта Берлин, Херта Целендорф, Ванзе |
| 25            |         | Валериен Исмаел   | 28.09.1975     | 2008        | 191     | 83      | 18      | 0       | Байерн Мюнхен, Вердер Бремен, Расинг Страсбург, Ланс, Расинг Страсбург, Ланс, Кристъл Палас, Расинг Страсбург                                                |
| 28            |         | Леон Балогун      | 28.06.1988     | 2008        | 190     | 81      | 1       | 0       | Тюркиемспор Берлин, Херта Целендорф, Херта Берлин |
| 31            |         | Тим Хофман        | 09.06.1988     | 1997        | 187     | 77      | 121     | 6       | |
| 33            |         | Мануел Шмидебах   | 05.12.1988     | 2008        | 174     | 68      | 2       | 0       | Херта Берлин, Нордберлин 1919, Щаакен, Шпандау, Шварц-Вайс Шпандау                                                                                           |
| 34            |         | Константин Рауш   | 15.03.1990     | 2004        | 182     | 76      | 29      | 0       | Нинхаген, Лахендорф |
| Полузащитници |         |                   |                |             |         |         |         |         | |
| 3             |         | Леон Андреасен    | 23.04.1983     | 2009        | 188     | 81      | 11      | 2       | Фулам, Вердер Бремен, Майнц 05, Вердер Бремен, Орхус, Хамел                                                                                                  |
| 7             |         | Серджо Пинто      | 16.10.1980     | 2007        | 176     | 72      | 43      | 7       | Алемания Аахен, Шалке 04, Халтерн, Порто |
| 8             |         | Алтин Лала        | 18.11.1975     | 1998        | 172     | 64      | 276     | 10      | Борусия Фулда, Динамо (Тирана) |
| 10            |         | Арнолд Брухинк    | 24.07.1977     | 2006        | 185     | 81      | 87      | 17      | СК Хееренвеен, Майорка, ПСВ Айндховен, Твенте, Стево Геестерен                                                                                               |
| 14            |         | Хано Балич        | 2 януари 1981  | 2005        | 183     | 78      | 125     | 10      | Майнц 05, Байер Леверкузен, Кьолн, Валдхоф Манхайм, Алсбах                                                                                                   |
| 20            |         | Яцек Кшиновек     | 15.05.1976     | 2009        | 179     | 73      | 16      | 2       | Волфсбург, Байер Леверкузен, Нюрнберг, Белхатов, Раков Честохова, Радомско, Хръжановице                                                                      |
| 22            |         | Валдер Рама       | 20.11.1987     | 2009        | 182     | 78      | 1       | 0       | Инголщадт, Волфсбург, Рот-Вайс Есен, Шпортфройнде Йострих-Изерлон, Хаспе, Хаген                                                                              |
| 26            |         | Ян Розентал       | 07.04.1986     | 2000        | 186     | 75      | 65      | 10      | Щафхорст |
| 35            |         | Софиен Чахед      | 22.11.1989     | 2005        | 175     | 71      | 0       | 0       | Алтвармбюхен, Изернхаген |
| 36            |         | Хендрик Хане      | 15.04.1986     | 2000        | 173     | 65      | 7       | 0       | Хилдесхайм, Дуингер |
| 37            |         | Салваторе Зизо    | 03.04.1987     | 2007        | 180     | 75      | 8       | 0       | Ориндж Каунти Блу Стар, Ю Си Ел Ей, Ориндж Каунти Блу Стар, Ю Си Ел Ей,                                                                                      |
| Нападатели    |         |                   |                |             |         |         |         |         | |
| 9             |         | Майк Ханке        | 05.11.1983     | 2007        | 185     | 85      | 57      | 14      | Волфсбург, Шалке 04, Бохум, Хам, Вийшерхьофен |
| 11            |         | Дидие Я Конан     | 22.05.1984     | 2009        | 174     | 67      | 1       | -       | ФК Русенборг, Мимозас Абиджан, Олимпик Спорт Абобо |
| 13            |         | Ян Шлаудраф       | 18.07.1983     | 2008        | 180     | 68      | 22      | 5       | Байерн Мюнхен, Алемания Аахен, Борусия Мьонхенгладбах, Хасия Бинген, Висен                                                                                   |
| 24            |         | Иржи Щайнер       | 27.05.1976     | 2004        | 179     | 78      | 201     | 37      | Спарта (Прага), Хановер 96, Слован Либерец, Баник Мост, Славия Прага, Лоуновице, Динамо Чешке Будьовице, Славия Прага, Сенохраби                             |
| 32            |         | Микаел Форсел     | 15.03.1981     | 2008        | 184     | 79      | 32      | 7       | Бирмингам Сити, Челси, Бирмингам Сити, Челси, Борусия Мьонхенгладбах, Челси, Кристъл Палас, Челси, ХЯК Хелзинки, ФинПа Хелзинки, ХЯК Хелзинки, ПаПо Хелзинки |

#### Треньорски щаб за сезон 2009/10
|  | Име                | Длъжност             |
|  | ------------------ | -------------------- |
|  | Андреас Бергман    | Старши треньор       |
|  | Дирк Бремзер       | Помощник-треньор     |
|  | Томас Вестфал      | Администратор        |
|  | Едуард Ковалчук    | Кондиционен треньор  |
|  | Йорг Зиферс        | Треньор на вратарите |
|  | Инго Гайслер       | Индивидуален треньор |
|  | Д-р Вего Крегер    | Лекар на отбора      |
|  | Ралф Блуме         | Физиотерапевт        |
|  | Бьорн-Никлас Пабел | Физиотерапевт        |
|  | Маркус Виткоп      | Физиотерапевт        |

### Аматьорски отбор
Вторият отбор на „червените“ е воден от Андреас Бергман в началото на сезон 2009/10, когато започва сезонът в Регионална лига Север, но след уволнението на Дитер Хекинг след слабото начало на първия отбор в шампионата, Бергман е повишен в наставник на футболистите в Първа Бундеслига. Неговите задължения в дублиращия отбор на долносаксонците се поемат временно от бившите му помощници Лазар Джурджевич и Юрген Вилман.
| №             |         | Играч                | Рождена дата   | В отбора от | См      | Кг      | Мач.    | Гол.    | Предишни клубове                                                         |
| Вратари       | Вратари | Вратари              | Вратари        | Вратари     | Вратари | Вратари | Вратари | Вратари | Вратари                                                                  |
| ------------- | ------- | -------------------- | -------------- | ----------- | ------- | ------- | ------- | ------- | ------------------------------------------------------------------------ |
| -             |         | Марсел Малук         | 06.03.1989     | 2004        | 187     | 85      | -       | -       | Изернхаген                                                               |
| -             |         | Кристоф Хекерт       | 04.05.1990     | 2009        | 194     | 82      | -       | -       | Ханза Люнебург, Айнтрахт Брауншвайг                                      |
| 30            |         | Мортен Йенсен        | 20.09.1987     | 2003        | 190     | 88      | -       | -       | Фленсборг, Хузум, Рьодемис                                               |
| Защитници     |         |                      |                |             |         |         |         |         |                                                                          |
| -             |         | Оливер Йоану         | 06.04.1989     | 2009        | 182     | 70      | -       | -       | Бергедорф 85, Фиер- унд Маршланде                                        |
| -             |         | Сюлейман Челикюрт    | 27.07.1989     | 2009        | 174     | 69      | -       | -       | Волфсбург, Остероде                                                      |
| -             |         | Йоханес Ибелхер      | 09.05.1986     | 2008        | 186     | 82      | -       | -       | Обернойланд                                                              |
| -             |         | Тим Хофман           | 09.06.1988     | 2009        | 187     | 77      | -       | -       | юноша на клуба                                                           |
| -             |         | Феликс Бурмайстер    | 09.03.1990     | 2005        | 186     | 78      | -       | -       | Хамбюрен                                                                 |
| -             |         | Марвин Каров         | 22.08.1989     | 2009        | 180     | 89      | -       | -       | Волфсбург, Бергедорф 85, Хамбург, Конкордия Хамбург, Шпербер Хамбург     |
| Полузащитници |         |                      |                |             |         |         |         |         |                                                                          |
| -             |         | Щефан Квази Боачи    | 26.07.1987     | 2008        | 180     | 71      | -       | -       | Тюркийемспор Берлин, Херта Целендорф, Бранденбург 03, Кикерс 1900 Берлин |
| -             |         | Виктор Боп           | 31.10.1989     | 2009        | 180     | 73      | -       | -       | Байерн Мюнхен                                                            |
| -             |         | Хенрик Ернст         | 02.09.1986     | 2007        | 189     | 84      | -       | -       | Хесел                                                                    |
| 35            |         | Софиен Чахед         | 22.11.1989     | 2005        | 175     | 71      | -       | -       | Алтвармбюхен, Изернхаген                                                 |
| -             |         | Том Кристиан Меркенс | 20 януари 1990 | 2000        | 169     | 60      | -       | -       | Вакер Нойщат                                                             |
| -             |         | Дейв Ото             | 06.10.1988     | 2004        | 174     | 70      | -       | -       | Унион 60 Бремен                                                          |
| -             |         | Бени Мориц Хоозе     | 26.04.1989     | 2009        | 176     | 70      | -       | -       | Алтона 93                                                                |
| -             |         | Дениз Айчичек        | 05.06.1990     | 2002        | 179     | 72      | -       | -       | Локум                                                                    |
| -             |         | Яник Хилкер          | 1 януари 1989  | 2008        | 176     | 72      | -       | -       | Блау-Вайс Швалбе Тюндерн                                                 |
| -             |         | Мануел Шмидебах      | 1 януари 1970  | -           | -       | -       | -       | -       | юноша на клуба                                                           |
| -             |         | Хендрик Хане         | 15.04.1986     | 2000        | 173     | 66      | -       | -       | юноша на клуба                                                           |
| Нападатели    |         |                      |                |             |         |         |         |         |                                                                          |
| -             |         | Заша Капелман        | 30.11.1990     | 2008        | 192     | 80      | -       | -       | Алерщет/Отендорф, Вердер Бремен, Випенкатен                              |
| 38            |         | Ярослав Линднер      | 28.06.1988     | 2003        | 175     | 65      | -       | -       | Яновианка Янов                                                           |
| -             |         | Бенямин Гаудиан      | 16.03.1986     | 2009        | 190     | 85      | -       | -       | Нойщрелиц, Шпандау, Конкордия Бриц 1916                                  |
| -             |         | Рубиц Газеми-Нобахт  | 27.07.1987     | 2008        | 173     | 72      | -       | -       | Айнтрахт Нортхайм                                                        |
| -             |         | Флориан Бюхлер       | 23.10.1988     | 2008        | 187     | 85      | -       | -       | Блау-Вайс Швалбе Тюндерн                                                 |

## Личности от историята на Хановер 96

### Известни бивши играчи
Следните популярни футболисти са носели екипа на Хановер 96 през годините:
| - Ото Адо (1996 – 1998) - Петер Андерс (1966 – 1981: 236 срещи в 1. БЛ, 9 гола) - Джералд Азамоа (1994 – 1999) - Юрген Бандура (1964 – 1974: 298 срещи в 1. БЛ, 34 гола) - Сергей Барбарез (1992 – 1993) - Фреди Бобич (2002/2003) - Клаус Бонзак (1964 – 1974) - Томас Брдарич (2003/04 и 2005 – 2008: 60 срещи в 1. БЛ, 27 гола) - Андре Брайтенрайтер (1986 – 1994) - Петер Дал (1973 – 1978: 80 срещи в 1. БЛ, 32 гола) - Джулиан де Гузман (2002 – 2005) - Милош Джелмаш (1991 – 1994) - Фабиан Ернст (1996 – 1998) - Франц Гербер (1984 – 1986: 18 BL-Spiele) - Грегор Грилемайер (1986 – 1989: 47 срещи в 1. БЛ, 14 гола) - Вахид Хашемян (2005 – 2008: 80 срещи в 1. БЛ, 9 гола) - Дитер Хекинг (1996 – 1999) - Ханс-Йозеф Хелинграт (1967 – 1973) - Юп Хайнкес (1967 – 1970: 86 срещи в 1. БЛ, 25 гола) - Саболч Хушти (2006 – 2009: 81 срещи в 1. БЛ, 17 гола) | - Иржи Кауфман (2000 – 2005) - Зебастиан Кел (1997 – 2000) - Маркус Кройц (1997 – 2000) - Анджей Кобилански (1994 – 96) - Небойша Крупникович (2001 – 2005) - Бенямин Лаут (2007 – 2008) - Карстен Линке (1995 – 2003) - Вернер Лорант (1983 – 1984) - Клинт Матис (2004) - Пер Мертезакер (1995 – 2006: срещи в 1. БЛ, 7 гола) - Бабакар Н'Диайе (1997 – 2002) - Хорст Подласли (1963 – 1971) - Георге Попеску (2002/2003) - Ралф Рапс (1984 – 1989: 88 срещи в 1. БЛ) - Йенс Разийевски (1997 – 1999) - Зийгфрид Райх (1985 – 1989: 90 срещи в 1. БЛ, 33 гола) - Вили Райман (1970 – 1974: 112 срещи в 1. БЛ, 44 гола) - Бастиан Райнхарт (1998 – 2000) - Валтер Родекамп (1963 – 1968: 123 срещи в 1. БЛ, 38 гола) - Юрген Рюнио (1980 – 1985) | - Хайме Санчес Фернандес (2002/2003 и 2004, 1 гол) - Дитер Шацшнайдер (1978 – 1983) - Михаел Шьонберг (1990 – 1994) - Ханс Зийменсмайер (1965 – 1974: 278 срещи в 1. БЛ, 72 гола) - Йорг Зийверс (1989 – 2003) - Ян Шимак (2000 – 2002 и 2003/2004) - Йосип Скоблар (1967 – 1970: 57 срещи в 1. БЛ, 30 гола) - Даниел Щефул (1999 – 2004 и 2005) - Роланд Щегмайер (1972 – 1976: 77 срещи в 1. БЛ, 12 гола) - Даниел Щендел (1999 – 2006) - Райнер Щилер (1966 – 1978: 254 срещи в 1. БЛ) - Карстен Зурман (1980 – 1992: 91 срещи в 1. БЛ, 10 гола) - Герхард Тремел (2002 – 2004) - Бернд Вемайер (1972 – 1976: 23 срещи в 1. БЛ) - Дариуш Зурав (2001 – 2008: 130 срещи в 1. БЛ, 5 гола) - Роберт Енке (2004 – 2009: 164 срещи в 1. БЛ, починал на 10 ноември 2009 г.) |

През 2005 г. българският национал Чавдар Янков преминава от Славия в Хановер 96, където играе в халфовата линия на клуба. През лятото на 2009 г. той е преотстъпен на Дуисбург.

### Бивши треньори
Всички наставници на клуба след 1932 г.:
|          | Име                  | Период                      | Бележка         |
| -------- | -------------------- | --------------------------- | --------------- |
| Германия | Роберт Фукс          | 1932 – 1946                 | -               |
| Германия | Фриц Пьолстерл       | 10.1946 – 1947              | -               |
| Германия | Ото Хьокстерман      | 1947                        | -               |
| Германия | Вили Тилман          | 10/11.1947                  | -               |
| Германия | Роберт Фукс          | 11.1947 – 11.1950           | Втори период    |
| Германия | Кристиан Бийриц      | 12.1950                     | Заместник       |
| Германия | Паул Слопианка-Хопе  | 01.1951 – 06.1951           | -               |
| Унгария  | Емил Изо             | 1951 – 1952                 | -               |
| Германия | Хелмут Кронсбайн     | 1952 – 1957                 | -               |
| Германия | Куно Кльотцер        | 1957 – 1958                 | -               |
| Германия | Фриц Зилкен          | 1958 – 1959                 | -               |
| Германия | Гюнтер Гроткоп       | 1959 – 12.1961              | -               |
| Германия | Ханес Кирк           | 01.1962 – 06.1962           | -               |
| Германия | Хайнц Лукас          | 1962 – 1963                 | -               |
| Германия | Хелмут Кронсбайн     | 01.07.1963 – 28.04.1966     | Втори период    |
| Германия | Ханес Кирк           | 29.04.-30.07.1966           | -               |
| Германия | Хорст Буц            | 01.07.1966 – 12.02.1968     | -               |
| Германия | Карл-Хайнц Мюлхаузен | 1968                        | Заместник       |
| Хърватия | Златко Чайковски     | 1968 – 1969                 | -               |
| Германия | Ролф Пец             | 12.12.-28.12.1969           | Заместник       |
| Германия | Ханс Пилц            | 29.12.1969 – 30.06.1970     | -               |
| Германия | Хелмут Йохансен      | 01.07.1970 – 13.11.1971     | -               |
| Германия | Ханс Хип             | 17.11.1971 – 28.02.1973     | -               |
| Германия | Ханес Балдауф        | 01.03.1973 – 12.03.1974     | -               |
| Германия | Хелмут Кронсбайн     | 13.03.1974 – 14 януари 1976 | Трети период    |
| Германия | Хенес Балдауф        | 15.01.-19.12.1976           | Втори период    |
| Германия | Хелмут Кронсбайн     | 20.12.1976 – 30.06.1978     | Четвърти период |
| Германия | Антон Бургхард       | 01.07.1978 – 30.06.1979     | -               |
| Германия | Дитхелм Фернер       | 01.07.1979 – 28.11.1982     | -               |
| Германия | Герд Бонзак          | 30.11.1982 – 24.10.1983     | -               |
| Германия | Вернер Бискуп        | 25.10.1983 – 21.11.1985     | -               |
| Германия | Юрген Рюнио          | 22.11.1985 – 12 януари 1986 | -               |
| Германия | Йорг Бергер          | 13.01.-17.03.1986           | -               |

|          | Име               | Период                      | Бележка                                                  |
| -------- | ----------------- | --------------------------- | -------------------------------------------------------- |
| Германия | Хелмут Калтхоф    | 18.03.-31.05.1986           | -                                                        |
| Германия | Юрген Велинг      | 01.06.1986 – 19.09.1988     | -                                                        |
| Германия | Ханс Зийменсмайер | 20.09.1988 – 21.03.1989     | -                                                        |
| Германия | Райнхард Зафтих   | 22.03.-19.06.1989           | -                                                        |
| Сърбия   | Слободан Чендрич  | 20.06.-01.09.1989           | -                                                        |
| Германия | Бернд Лаубе       | 01.09.-12.09.1989           | -                                                        |
| Германия | Михаел Крюгер     | 13.09.1989 – 30.09.1990     | -                                                        |
| Германия | Ханс-Дитер Шмид   | 1990                        | Заместник                                                |
| Германия | Михаел Лорковски  | 01.10.1990 – 30.06.1992     | -                                                        |
| Германия | Еберхард Фогел    | 1992 – 1993                 | Помощник: Ханес Балдауф                                  |
| Германия | Ролф Шафщал       | 1993 – 1994                 | -                                                        |
| Германия | Щефан Мертезакер  | 1994                        | Заместник                                                |
| Германия | Петер Нойрурер    | 1994 – 1995                 | -                                                        |
| Сърбия   | Милош Джелмаш     | 1995                        | Заместник                                                |
| Германия | Егон Коордес      | 1995 – 1996                 | -                                                        |
| Германия | Юрген Щофреген    | 1996                        | -                                                        |
| Германия | Райнхолд Фанц     | 1996 – 1998                 | -                                                        |
| Германия | Франц Гербер      | 1999                        | -                                                        |
| Хърватия | Бранко Иванкович  | 1999 – 2000                 | -                                                        |
| Германия | Хорст Ерментраут  | 2000 – 2001                 | Помощник: Станислав Леви                                 |
| Чехия    | Станислав Леви    | 2001                        | -                                                        |
| Германия | Ралф Рангник      | 01.07.2001 – 03.2004        | Помощник: Мирко Сломка                                   |
| Германия | Евалд Линен       | 03.2004 – 11.2005           | Помощник: Михаел Фронцек                                 |
| Германия | Петер Нойрурер    | 10.11.2005 – 30.08.2006     | Втори период; помощници: Томас Кристъл и Михаел Шьонберг |
| Дания    | Михаел Шьонберг   | 30.08.-07.09.2006           | Заместник                                                |
| Германия | Дитер Хекинг      | 07.09.2006 – 19.08.2009     | Помощник: Дирк Бремзер                                   |
| Германия | Андреас Бергман   | 20.08.2009 – 20 януари 2010 |                                                          |
| Германия | Мирко Сломка      | От 20 януари 2010           |                                                          |

### Президенти и изпълнителни директори
|  | Президент                                     | Период      |
|  | --------------------------------------------- | ----------- |
|  | Фриц Фогелер Аугуст Рийн                      | 1896 – 1897 |
|  | Карл Фрийдрих                                 | 1897 – 1898 |
|  | Фриц Ебелинг                                  | 1898 – 1901 |
|  | Фриц Шлютер                                   | 1901 – 1905 |
|  | Вилхелм Намендорф                             | 1906 – 1907 |
|  | Алберт Щааке                                  | 1907 – 1908 |
|  | Вилхелм Намендорф                             | 1909 – 1910 |
|  | Карл Пуцениус                                 | 1910 – 1912 |
|  | Ханс Цахау                                    | 1913 – 1914 |
|  | Хайнрих Бауерман Херман Кнобе Вилхелм Кверман | 1915 – 1918 |
|  | Вилхелм Кверман                               | 1918 – 1919 |
|  | Ханс Цахау                                    | 1919        |

|  | Президент            | Период      |
|  | -------------------- | ----------- |
|  | Ханс Тьолке          | 1920        |
|  | Вилхелм Шмид         | 1921 – 1922 |
|  | Георг Шрадер         | 1913 – 1924 |
|  | Аугуст Рийке         | 1924        |
|  | Вилхелм Шмид         | 1924        |
|  | Ото Енгелман         | 1925 – 1927 |
|  | Вилхелм Пенц         | 1927        |
|  | Хайнрих Концен       | 1927 – 1928 |
|  | Херман Кнобе         | 1929 – 1931 |
|  | Ернст Енгелке        | 1932 – 1933 |
|  | Хайнрих Концен       | 1933        |
|  | Хайнрих Бауермайстер | 1934 – 1938 |

|  | Президент            | Период      |
|  | -------------------- | ----------- |
|  | Георг Киндерман      | 1939 – 1940 |
|  | Хайнрих Бауермайстер | 1941 – 1945 |
|  | Вилхелм Кверман      | 1946 – 1947 |
|  | Карл Фаренхолц       | 1948 – 1949 |
|  | Ото Енгелман         | 1950 – 1951 |
|  | Валтер Дауберт       | 1952 – 1953 |
|  | Хайнрих Папе         | 1954        |
|  | Ернст Веземан        | 1955 – 1958 |
|  | Карл Фаренхолц       | 1959 – 1961 |
|  | Алфред Щроте         | 1962 – 1966 |
|  | Фердинанд Бок        | 1967 – 1976 |
|  | Рихард Ленерс        | 1976 – 1981 |

|  | Президент         | Период      |
|  | ----------------- | ----------- |
|  | Хорст-Фредо Хенце | 1981 – 1989 |
|  | Уве-Йенс Нонзен   | 1989 – 1991 |
|  | Фриц Вилих        | 1991 – 1993 |
|  | Дитер Браун       | 1993 – 1995 |
|  | Клаус-Дитер Мюлер | 1995 – 1996 |
|  | Ханс Вьобзе       | 1996 – 1997 |
|  | Уц Клаазен        | 1997        |
|  | Мартин Кинд       | 1997 – 2005 |
|  | Гьоц фон Фромберг | 2005 – 2006 |
|  | Мартин Кинд       | от 2006     |

|  | Изпълнителен директор | Период      |
|  | --------------------- | ----------- |
|  | Екхарт Клееман        | 1965 – 1973 |
|  | Курт Бухман           | 1973 – 1984 |
|  | Юрген Рюнио           | 1984 – 1985 |
|  | Хелмут Калтхоф        | 1986        |
|  | Бернд Лаубе           | 1989 – 1990 |

|  | Изпълнителен директор | Период      |
|  | --------------------- | ----------- |
|  | Ханс-Дитер Шмид       | 1990 – 1991 |
|  | Ралф Роге             | 1991 – 1994 |
|  | Петер Обермайер       | 1994        |
|  | Ралф Роге             | 1994 – 1995 |
|  | Карстен Зурман        | 1995 – 1996 |

|  | Изпълнителен директор | Период      |
|  | --------------------- | ----------- |
|  | Франц Гербер          | 1996 – 1999 |
|  | Томас фон Хеезен      | 1999        |
|  | Волфганг Левин        | 2000 – 2001 |
|  | Франц Гербер          | 2001 – 2002 |
|  | Рикардо Моар          | 2002 – 2004 |

|  | Изпълнителен директор | Период      |
|  | --------------------- | ----------- |
|  | Иля Кенцих            | 2004 – 2006 |
|  | Кристиан Хохщетер     | 2006 – 2009 |
|  | Йорг Шмадке           | от 2009     |

## Клубна среда

### Стадион
Хановер 96 играе на А Ве Де-Арена, построена през 1954 г. под името Нидерзаксенщадион, който днес има капацитет от 49 951 зрители. Арената претърпява генерална модернизация, като отново отваря врати на 23 януари 2005 г. През Световното първенство 2006 стадионът посреща четири мача от първата фаза и един осминафинал. Нидерзаксенщадион е част от Световното първенство'74 и Европейското първенство'88.
Аматьорите на Хановер 96 играят на Айленрийдещадион.

### Съперници
Основният съперник на Хановер 96 е Айнтрахт Брауншвайг. Друг традиционен опонент е Вердер Бремен. В миналото Волфсбург няма никакви сериозни постижения и възходът му се дължи на стабилната финансова подкрепа от страна на автомобилния концерн Фолксваген, чиято централа също се намира в град Волфсбург, Долна Саксония. Поради това привържениците на Хановер 96 се опитват да игнорират съседите си поради тяхната „незначителност“. В последно време феновете на червените изпитват неприязън към Енерги Котбус, породен от инцидент през 1997 г., по време на финалния квалификационен кръг за класиране във Втора Бундеслига. Осветлението на стадиона в Котбус се поврежда по време на срещата между двата отбора и много привърженици смятат, че това е причинено умишлено от домакините, които освен това не направили всичко възможно да отстранят повредата. По-късно Енерги Котбус печели преиграването с 3:1 и се класират напред.
Хамбург е приятелски отбор, чиито привърженици споделят съперничеството с Вердер Бремен. Двата отбора делят инициалите HSV. Освен това хановерци поддържат добри отношения с феновете на Арминия Билефелд и датския Оденсе. Запалянковците на тези тимове често пътуват, за да се подкрепят взаимно.

### Главни спонсори
- 1976 – 1977: Епон (Epon)
- 1977 – 1980: Фрукаде (Frucade) – компания за разхлаждащи напитки;
- 1980 – 1984: Ханомаг (Hanomag) – машиностроителна компания;
- 1984 – 1988: Фелдшльосхен (Feldschlößchen) – пивоварна от Брауншвайг;
- 1988 – 1992: Нашуа (Nashua) – офисматериали;
- 1992 – 1995: Тото-Лото (Toto-Lotto) – спортен тотализатор;
- 1995 – 1996: Айнбекер (Einbecker) – пивоварна;
- 1996 – 1998: Гилде (Gilde Pilsener) – пивоварна;
- 1998 – 2000: Баан (Baan) – софтуерна компания;
- 2000 – 2002: Гилде (Gilde Ratskeller) – пивоварна;
- 2002 – 2007: ТУИ (TUI) – туристически концерн;
- 2007 – 2008: ТУИ флай (TUIfly) – дъщерна компания на ТУИ;
- от 2008/09: ТУИ (TUI) – туристически концерн.

### Песни за Хановер 96
96 – Alte Liebe е химнът на Хановер 96. Той звучи преди и след всяка среща на отбора и се пее от привържениците по трибуните. Заедно с Долносаксонската песен, песента, станала химн на „червените“, се пуска и на празничните дни в град Хановер.
За химн песента е приета през 1998 г. във връзка с благотворителната акция за събиране на средатва за ремонт на Айленридещадион. Композитори и текстописци на химна са Мартин Хюла и Кай Хофман. Първоначално „96 – Alte Liebe“ (български: „96 – стара любов“) е трябвало да се казва „96 – alte Dame“ (български: „96 – стара дама“, но поради придобилият вече публичност псевдоним на Херта Берлин като „старата дама“ идеята бързо е изоставена. През 2002 г. песента е презаписана в нов аранжимент от Дете Кюлман и това е вариантът, който днес звучи на домакинския стадион.

## Любопитни факти
- При загрявката на домакините преди мачовете на А Ве Де-Арена звучи песента Rock you like a Hurricane на хановерската хардрок група Скорпионс. Излизането на двата отбора на терена става под звуците на What You're Proposing на Стейтъс Куо, а при гол за „Хановер 96“ се празнува с Nellie the Elephant на британската пънкбанда Той Долс.
- Запазена марка на клуба е дългогодишният администратор на отбора Петер Нойбауер.
- След войната до 80-те години талисман на отбора е „Адмирал Тео“ – Тео Телер, продавач на сувенири на клуба, който по време на мачовете на „Хановер 96“ кръстосвал стадиона в моряшка униформа.
- Телевизионният водещ и комикът Оливер Похер често споменава за своята принадлежност към „Хановер 96“ при своите телевизионни появи и поради това става почетен член на фенклуба на отбора през 2005 г.
- Тенисистът Николас Кийфер е известен привърженик на „Хановер 96“. През 2006 г. той участва в някои от тенис турнирите в екип на отбора с номер 69 на гърба.

### Бира
Официалната бира на клуба е Хасерьодер на пивоварната от град Вернигерьоре (Саксония-Анхалт). Тя е светло пиво и е една от най-разпространените бири в източната част на Германия. В миналото Хановер 96 е бил подпомаган от друга пивоварна – местната Гилде.

## Български футболисти
- Чавдар Янков: 2005-2009 (66 мача/6 гола)